# Catedral de San Francisco (Xi'an)
La Catedral de San Francisco (en chino: 圣方濟主教座堂) se encuentra en la localidad de Xi'an en el país asiático de China. Fue construida en 1716, ampliado en 1884, cerrada temporalmente a la fuerza por los comunistas en 1966 y reabierta en 1980.  Los jardines son actualmente la ubicación para el Centro de Caridad Río Amarillo. Fundado en diciembre de 2005 fue el primer comedor de beneficencia para las personas sin hogar establecido en China.